# Settimana d'oro (Cina)
Settimana d'oro (黄金周S, Huángjīn ZhōuP) è il nome dato, nella Repubblica Popolare Cinese, a un periodo di vacanza nazionale che cade tre volte l'anno a partire dal 2000:
- La "settimana d'oro del Capodanno lunare cinese", che inizia a gennaio o a febbraio;
- La "settimana d'oro della Giornata nazionale" che inizia attorno al 1º ottobre.
- La “settimana d’oro della Festa del lavoro, che abbraccia il 1º maggio, è stato reintrodotta dal 2019 dopo la sua soppressione nel 2007[2].

Durante la settimana d'oro, i datori di lavoro devono concedere tre giorni di vacanza pagati, e tali giorni devono essere disposti in modo tale da far sì che, assieme ai giorni della festa e ai fine settimana nell'intorno, i lavoratori delle aziende cinesi abbiano sempre sette giorni consecutivi di vacanza. Tali periodi di vacanza nazionale furono introdotti per la prima volta dal governo in occasione della Giornata nazionale della Repubblica Popolare Cinese del 1999, con lo scopo principale di aiutare ad incrementare il mercato del turismo nazionale e migliorare lo standard di vita nazionale, così come di permettere alle persone che lavorano lontano dalla famiglia di ricongiungersi con i propri cari. Ciò naturalmente implica che le settimane d'oro siano periodi di intensissimo traffico per ogni mezzo di locomozione.
La sottostante tabella dà una stima delle persone di nazionalità cinese che si sono messe in viaggio durante le settimane d'oro.
| Anno | Viaggiatori (stimati) |
| ---- | --------------------- |
| 1999 | 28 milioni            |
| 2007 | 120 milioni           |
| 2014 | 475 milioni           |
| 2015 | 526 milioni           |
| 2016 | 589 milioni           |

## Controversie ed evoluzione
Nel 2004, a causa dell'interruzione del regolare corso dell'economia causato da questi periodi di vacanza, ci sono state diverse proposte di accorciamento mai accettate dal governo.
Nel 2006, alcuni delegati alla conferenza politica consultiva del popolo cinese avanzarono la proposta di cancellare le settimane d'oro della Giornata Nazionale della Festa del lavoro, sostenendo che i periodi di vacanza non avessero ottenuto risultati significativi nel promuovere i consumi interni, scopo principale della loro istituzione. Piuttosto, sempre secondo quanto sostenuto dai delegati, queste settimane di vacanza avevano interrotto la normale programmazione settimanale su cinque giorni del lavoro, procurando disagi al commercio sia domestico che internazionale, nonché a molte agenzie governative aventi un ruolo chiave, quali quelle legate alla riscossione delle tasse e agli affari legali, che venivano chiuse per ben sette giorni. Al contrario, essi proposero che questi periodi di vacanza da sette giorni consecutivi fossero aboliti, e che i vari giorni fossero invece destinati a trasformare in feste nazionali altre feste tradizionali attualmente non più riconosciute come tali, tra cui la Festa di metà autunno, la Festa delle barche drago e la Festa di Qingming.
Il 16 dicembre 2007, l'agenzia di stampa ufficiale del governo cinese annunciò che, secondo la riforma del calendario approvata dal governo, la popolazione avrebbe avuto altre tre feste nazionali, perdendo solamente una delle tre settimane d'oro, quella della Festa del lavoro. Quest'ultima tornò quindi ad essere un periodo di vacanza di un solo giorno, mentre le tre feste tradizionali sopraccitate, ossia quella di metà autunno, quella delle barche drago e quella di Qingming, sarebbero divenute festività nazionali. Il Capodanno lunare e la Giornata nazionale avrebbero invece continuato a essere periodi di vacanza di tre giorni, come era stato dal 2000 fino ad allora. Con questa revisione del calendario lavorativo, il governo cinese sperava di recuperare le usanze associate alle tre vecchie feste tradizionali e bilanciare gli introiti derivanti dal turismo persi a causa del taglio di una settimana d'oro. In pratica, poi, il nuovo calendario, che è entrato in vigore dal 1º gennaio 2008, ha aumentato il numero di giorni di vacanza nazionale da 10 a 11. Un portavoce della Commissione Nazionale per lo Sviluppo e le Riforme ha dichiarato che il nuovo piano avrebbe ratificato le tradizioni cinesi, distribuito le vacanze in modo migliore e prevenuto il sovraffollamento delle settimane d'oro, poiché più persone avrebbero viaggiato durante le nuove vacanze e i periodi di ferie pagate.